# Adjectiv nehotărât
În gramatică, adjectivul nehotărât este o specie de adjectiv pronominal corespunzător pronumelui nehotărât, dar nu tuturor pronumelor le corespunde un adjectiv, și nici tuturor adjectivelor un pronume.

## Asemănări și deosebiri între adjective și pronume
Unele cuvinte sunt folosite cu aceeași formă și ca adjective și ca pronume nehotărâte. Exemple:
- ro  Am vorbit cu fiecare student în parte[1] – Am vorbit cu fiecare în parte;
- fr  J’ai un autre livre „Am altă carte”[2] – J’en ai un autre „Am alta”;
- cnr  Svaki početak je težak „Orice început e greu”[3] – Svaki je težak „Oricare e greu”;
- hu  Van néhány kérdésem „Am câteva întrebări”[4] – Van néhány „Am câteva”.

În limbile din diasistemul slav de centru-sud (bosniacă, croată, muntenegreană, sârbă, prescurtat BCMS), toate adjectivele se folosesc ca atare și ca pronume.
Alte adjective nehotărâte au o formă puțin diferită de cea a pronumelui corespunzător. În română este cazul unor pronume la genitiv-dativ, care primesc un a final, ex. Visul oricărei femei este să fie iubită – Visul oricăreia... Alte pronume au forme diferite de cele ale pronumelor corespunzătoare din cauza prezenței articolului hotărât, acesta fiind enclitic: alt, un, vreun vs. altul, unul, vreunul.
În limba franceză, existența unor pronume diferite de adjectiv este cauzată de proveniența primelor din cele din urmă, prin compunere cu alt cuvânt: Nous avons passé quelques jours de vacances à Rome „Am petrecut câteva zile de concediu la Roma” – Nous en avons passé quelques-uns... „Am petrecut câteva...”
În limba maghiară, deosebirea de formă se datorează faptului că adjectivele nu primesc desinețe cazuale și alte sufixe, nefiind acordate cu regentul lor, dar folosite ca pronume primesc sufixe precum substantivele: Valamilyen tanfolyamot végzett „A terminat un curs (oarecare)” – Valamilyet végzett „A terminat unul (oarecare)”. Aici, adjectivul nu are desinența de acuzativ -t, spre deosebire de substantivul determinat, care o are.
Există și cuvinte nehotărâte care sunt numai adjective:
- ro  un oarecare tânăr[7];
- fr  avoir quelque peine à faire quelque chose „a avea o oarecare dificultate în a face ceva”[8];
- hu  Némi habozás után igent mondott „După oarecare ezitare a spus da”[9].

## Formarea adjectivelor nehotărâte
Unele adjective nehotărâte, în același timp cu pronumele corespunzătoare, s-au format prin gruparea unor cuvinte în locuțiuni:
- ro  Cunosc mai multe poezii de Eminescu[10];
- fr  Vous pouvez passer me voir à n’importe quelle heure „Puteți trece pe la mine la orice oră”[11];
- hr  Samo da naiđemo na budi kakvu vodu „Numai de-am da de orice fel de apă”[12].

Alte cuvinte nehotărâte s-au format prin compunere de cuvinte dintre care unul sau fiecare este un cuvânt interogativ. În unele compoziții, componentul neinterogativ a devenit în limba actuală un prefix sau un sufix. Exemple:
- ro  oarecare, câtva, fiecare, orice[13];
- fr  quelque (< quel? „ce fel de?” + que? „ce?”) „câtva, oarecare”; quelconque (< quel? + que? + onques „cândva”[14])[15];
- sr  nekakav (< ne „nu” + kakav? „ce fel de?”) „de oarecare fel”; ikoji (< i „și” + koji? „care?”) „vreun”; svačiji (< sve „tot” + čiji? „al/a/ai/ale cui?”) „oricui” (în sintagme în care „oricui” este atribut)[16];
- hu  valamennyi (< vala- + mennyi? „cât?”) „toți, toate”; néhány (< né- + hány? „cât?”) „câțiva, câteva”; akármekkora (< akár „fie” + mekkora? „de ce dimensiune?”), sinonim cu bármekkora (< bár „deși” + mekkora?) „de orice dimensiune, oricât de mare/mic”[17].